# Chiesa cattolica nei Paesi Bassi

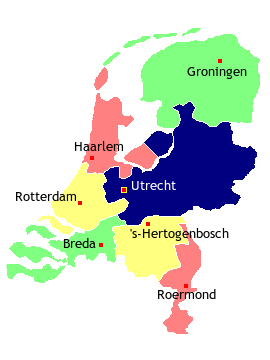
Mappa delle diocesi cattoliche dei Paesi Bassi.

La Chiesa cattolica nei Paesi Bassi è parte della Chiesa Cattolica universale, sotto la guida spirituale del Papa e della Santa Sede.

## Particolarità liturgiche
Il 18 dicembre 2003 la Congregazione per il culto divino e la disciplina dei sacramenti ha concesso che le esequie ecclesiastiche possano essere celebrate anche da laici nominati dal vescovo diocesano in difetto di un sacerdote o di un diacono.

## Organizzazione ecclesiastica
La Chiesa cattolica è presente nel Paese con un'unica provincia ecclesiastica, che fa capo all'arcidiocesi di Utrecht, con sei diocesi suffraganee:
- Arcidiocesi di Utrecht:
  - diocesi di Breda,
  - diocesi di Haarlem-Amsterdam,
  - diocesi di Groninga-Leeuwarden,
  - diocesi di Roermond,
  - diocesi di Rotterdam,
  - diocesi di 's-Hertogenbosch.

- Ordinariato militare nei Paesi Bassi, immediatamente soggetto alla Santa Sede.

Nei territori dei Caraibi olandesi si trova la diocesi di Willemstad, suffraganea dell'arcidiocesi di Porto di Spagna; fa parte della Conferenza episcopale delle Antille ed è nell'ambito della delegazione apostolica nelle Antille.
Attualmente una circoscrizione ecclesiastica è retta da un cardinale: l'arcidiocesi di Utrecht, retta dal cardinale Willem Jacobus Eĳk.

## Statistiche
Nel 2005 gli olandesi si dichiaravano al 34% credenti in Dio, al 37% credenti in una qualche sorta di spirito o forza vitale, al 27% non credenti.
| Anno | Popolazione | Cattolici | %       |
| ---- | ----------- | --------- | ------- |
| 1970 | 13.305.802  | 5.320.000 | 40 %    |
| 1980 | 12.447.882  | 5.620.000 | 45,15 % |
| 1990 | 15.027.027  | 5.560.000 | 37,0 %  |
| 1995 | 15.493.889  | 5.385.258 | 34,8 %  |
| 2000 | 15.987.075  | 5.060.413 | 31,7 %  |
| 2005 | 16.335.509  | 4.406.000 | 27,0 %  |
| 2006 | 16.357.992  | 4.352.000 | 26,6 %  |
| 2007 | 16.405.000  | 4.311.000 | 26,3 %  |
| 2008 | 16.486.587  | 4.267.000 | 25,9 %  |

## Nunziatura apostolica
L'internunziatura apostolica dell'Aia fu istituita nel 1829 dopo la firma del Concordato con i Paesi Bassi nel 1827. Fino al ristabilimento delle diocesi cattoliche nei Paesi Bassi con il breve Ex qua die nel 1853 gli internunzi furono anche a capo della Missione Olandese ossia incaricati della cura pastorale dei cattolici nel Nord dei Paesi Bassi.
La nunziatura apostolica nei Paesi Bassi è stata istituita il 22 luglio 1967 con il breve Quantum utilitatis di papa Paolo VI.

### Internunzi apostolici
- Francesco Capaccini † (maggio 1829 - 1831 nominato sostituto della Segreteria di Stato)
- Antonio Benedetto Antonucci † (17 dicembre 1831 - 17 dicembre 1840 nominato vescovo di Montefeltro)
- Innocenzo Ferrieri † (1841 - 15 novembre 1848 nominato nunzio apostolico in Belgio)
- Carlo Belgrado † (12 febbraio 1848 - 28 settembre 1855 nominato vescovo di Ascoli Piceno)
- Settimio Maria Vecchiotti † (23 novembre 1855 - 16 marzo 1863 dimesso)
- Luigi Oreglia di Santo Stefano † (16 marzo 1863 - 25 aprile 1866 nominato nunzio apostolico in Belgio)
- Giacomo Cattani † (2 maggio 1866 - 13 marzo 1868 nominato nunzio apostolico in Belgio)
- Angelo Bianchi † (14 marzo 1868 - aprile 1874 nominato nunzio apostolico in Baviera)
- Giovanni Capri † (11 agosto 1874 - 19 settembre 1879 nominato segretario della Congregazione per gli Studi)
- Agapito Panici † (19 settembre 1879 - 1881 nominato segretario della Congregazione per gli Studi)
- Francesco Spolverini † (25 aprile 1882 - 20 luglio 1887 nominato internunzio apostolico in Brasile)
- Aristide Rinaldini † (11 agosto 1887 - 30 maggio 1893 nominato sostituto della Segreteria di Stato)
- Benedetto Lorenzelli † (30 maggio 1893 - 1º ottobre 1896 nominato nunzio apostolico in Baviera)
- Francesco Tarnassi † (24 ottobre 1896 - 24 maggio 1902 deceduto)
- Giovanni Tacci Porcelli † (29 aprile 1911 - 8 dicembre 1916 dimesso)
- Achille Locatelli † (30 luglio 1916 - 13 luglio 1918 nominato nunzio apostolico in Portogallo)
- Sebastiano Nicotra † (1918 - 1921 dimesso)
- Roberto Vicentini † (19 maggio 1921 - 2 maggio 1922 nominato nunzio apostolico in Colombia)
- Cesare Orsenigo † (23 giugno 1922 - 2 giugno 1925 nominato nunzio apostolico in Ungheria)
- Lorenzo Schioppa † (3 maggio 1925 - 23 aprile 1935 deceduto)
- Paolo Giobbe † (12 agosto 1935 - 15 dicembre 1958 creato cardinale)
- Giuseppe Beltrami † (31 gennaio 1959 - 26 giugno 1967 creato cardinale)

### Nunzi apostolici
- Angelo Felici † (22 luglio 1967 - 13 maggio 1976 nominato nunzio apostolico in Portogallo)
- John Gordon † (11 giugno 1976 - 1978 dimesso)
- Bruno Wüstenberg † (17 gennaio 1979 - 31 maggio 1984 deceduto)
- Edward Idris Cassidy † (6 novembre 1984 - 23 marzo 1988 nominato sostituto per gli affari generali della Segreteria di Stato)
- Audrys Juozas Bačkis (5 agosto 1988 - 24 dicembre 1991 nominato arcivescovo di Vilnius)
- Henri Lemaître † (28 marzo 1992 - 8 febbraio 1997 ritirato)
- Angelo Acerbi (8 febbraio 1997 - 27 febbraio 2001 ritirato)
- François Robert Bacqué † (27 febbraio 2001 - 15 dicembre 2011 ritirato)
- André Pierre Louis Dupuy (15 dicembre 2011 - marzo 2015 ritirato)
- Aldo Cavalli (21 marzo 2015 - 27 novembre 2021 nominato visitatore apostolico a carattere speciale per la parrocchia di Međugorje)
- Paul Tschang In-nam (16 luglio 2022 - 13 febbraio 2025 ritirato)
- Jean-Marie Speich, dal 12 aprile 2025

## Conferenza episcopale
Elenco dei presidenti della Conferenza episcopale:
- Cardinale Bernard Jan Alfrink (1966 - 1975)
- Cardinale Johannes Willebrands (1976 - 1983)
- Cardinale Adrianus Johannes Simonis (1983 - 26 gennaio 2008)
- Vescovo Adrianus Herman van Luyn, S.D.B. (26 gennaio 2008 - 14 gennaio 2011)
- Cardinale Willem Jacobus Eĳk (giugno 2011 - 14 giugno 2016)
- Vescovo Johannes Harmannes Jozefus van den Hende, dal 14 giugno 2016